# أيلود مصري
أيلود مصري (الاسم العلمي:Elodea egyptica) هو نوع غير مؤكد من النباتات يتبع جنس الأيلود من الفصيلة الحب المائية.